# Isla de Gruinard
La isla de Gruinard (/ˈɡrɪnjərd/ GRIN-yərd (del gaélico escocés: Eilean Ghruinneard) se encuentra al noroeste de Escocia de forma ovalada con una extensión de 2 km de largo por 1 km de ancho. Ubicada en la bahía de Gruinard, a medio camino entre Gairloch y Ullapool, en el condado de Ross and Cromarty. El punto más cercano a tierra firme se encuentra a un kilómetro de la orilla.
A partir de 1942 la isla dejó de estar habitable para la fauna animal a causa de los experimentos con ántrax hasta que fue descontaminada a finales del siglo XX.

## Historia
La isla fue mencionada por vez primera por el Deán Monro, quien visitó el área a mediados del siglo XVI. Escribió que era el territorio del Clan MacKenzie y que "estaba repleto de árboles, idóneo para los ladrones y rebeldes".
En 1881 estuvo habitada por seis habitantes, sin embargo estuvo deshabitada a partir de los años 1920.

### Pruebas de guerra bacteriológicas
En 1942 con la II Guerra Mundial en curso, se llevaron a cabo varias pruebas biológicas por parte de científicos militares británicos del Departamento de Biología de Porton Down. El Gobierno Británico estuvo investigando la viabilidad de un ataque químico mediante ántrax, lo cual le mereció el calificativo de «isla Ántrax». También admitieron que las esporas podrían causar contaminación a largo plazo, por lo que buscaron un área remota de difícil acceso siendo Gruinard el punto más adecuado, por lo que los terrenos fueron expropiados. Sir Oliver Graham, meteorólogo de Porton Down, estuvo al cargo de un equipo formado por cincuenta personas para llevar a cabo el proceso.
La cepa escogida fue de un tipo altamente virulento denominado "Vollum 14578" por R. L. Vollum, profesor de bacteriología de la Universidad de Oxford. A la isla se llevaron ochenta ovejas, y varias bombas cargadas con estas esporas explotaron cerca del objetivo. A los pocos días de verse expuestos al ántrax, los ovinos empezaron a morir.
Algunos experimentos fueron filmados en películas de 16 mm y desclasificados posteriormente en 1997. Una secuencia muestra la detonación de una bomba atada en lo alto de un mástil fijado con cables. Una vez se produce la detonación se puede ver como una nube marrón se dirige hacia donde se encuentran los animales. Otra secuencia muestra el proceso de incineración de varios cuerpos de las ovejas al finalizar el experimento.
Tras los tests, los científicos llegaron a la conclusión de que una propagación masiva de esporas podrían contaminar varias localidades alemanas haciendo que estas fuesen inhabitables durante décadas. Estas conclusiones fueron tenidas en cuenta durante los primeros esfuerzos por descontaminar la isla y que fueron vanos.
En 1945, el propietario de la isla exigió que se le devolvieran las tierras, sin embargo el Ministerio de Provisiones admitió que no podían devolverle el terreno hasta que fuere seguro. En 1946 la Casa Real Británica acordó que adquiriría la isla y se haría responsable de su rehabilitación. Una vez "limpia e idónea para su habitabilidad", el propietario o bien sus herederos podrían recuperar la isla por 500 libras.
Durante varios años se consideró demasiado peligroso y caro el proceso de descontaminación para permitir el acceso al público. Gruinard estuvo en cuarentena indefinidamente y solo se permitieron visitas periódicas por parte del personal de Porton Down para evaluar los niveles de contaminación.

### Operación Cosecha Oscura
En 1981, la prensa empezó a recibir mensajes con el titular de "Operation Dark Harvest" en el que se pedía al Gobierno la descontaminación de la isla y reportaron que "un equipo de microbiólogos de dos universidades asistidos por la población local habían aterrizado en la isla y recolectado 140 kilos de tierra".
El grupo amenazó con dejar muestras del suelo en varios puntos "apropiados" con el fin de asegurar "una reacción rápida a la indiferencia del Gobierno". En el mismo día apareció un paquete sellado con tierra contaminada en los alrededores del Centro de Investigación Militar de Porton Down. El análisis reveló que el paquete contenía ántrax. Días después apareció otro paquete en Blackpool, donde tenía lugar una conferencia anual del Partido Conservador, entonces principal partido del Gobierno. Aunque a diferencia del anterior, este paquete no estaba contaminado. No obstante, admitieron que la tierra era similar al de la isla.

### Descontaminación
A partir de 1986 se llevó a cabo una operación para descontaminar la isla con 280 toneladas de solución de formaldehído diluida en agua marina que fue vertida sobre 196 hectáreas del terreno. La mayor parte del área con los niveles más altos de contaminación fue descontaminada. Posteriormente se llevó un rebaño de ovejas, las cuales estuvieron sanas.
El 24 de abril de 1990 se levantó la cuarentena. Michael Neubert, Ministro de Defensa visitó la zona y anunció que el área era segura. El 1 de mayo de 1990, la isla fue adquirida por los herederos del propietario de entonces por 500 libras.

## Galería

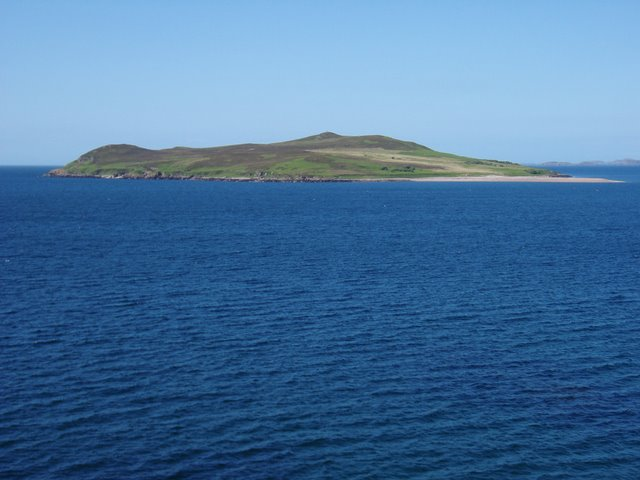
Isla de Gruinard
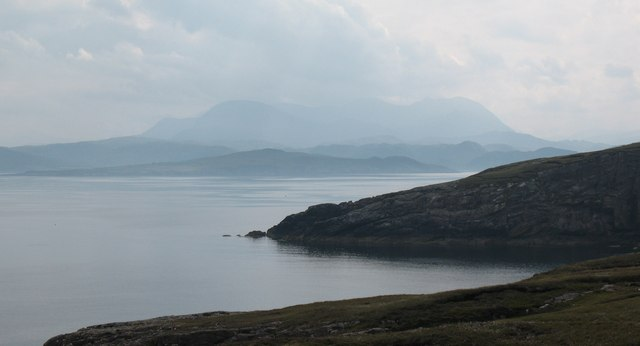
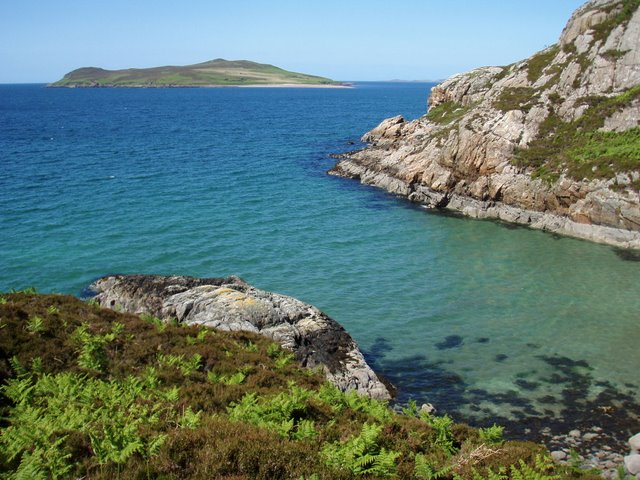